# 旧型客車

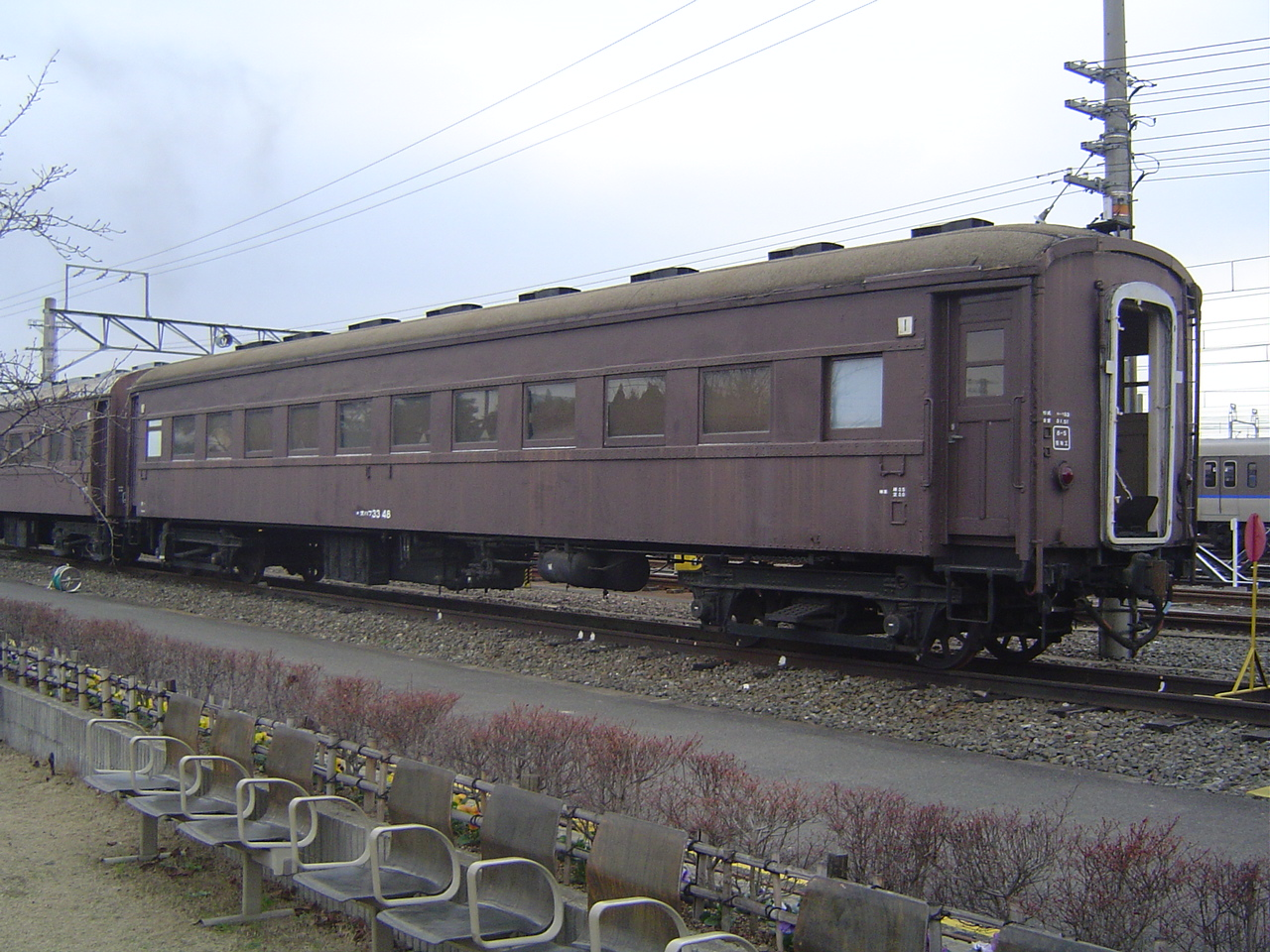
オハ35系客車

旧型客車（きゅうがたきゃくしゃ）は、日本国有鉄道（国鉄）の客車のうち、10系以前に製作された客車の便宜的な呼称。旧形客車とも表記する。略して旧客。在来形客車・一般形客車とも呼ばれ、その呼び方から一般形に分類されることもあるが、正式な意味で分類されるものではない。

## 概要

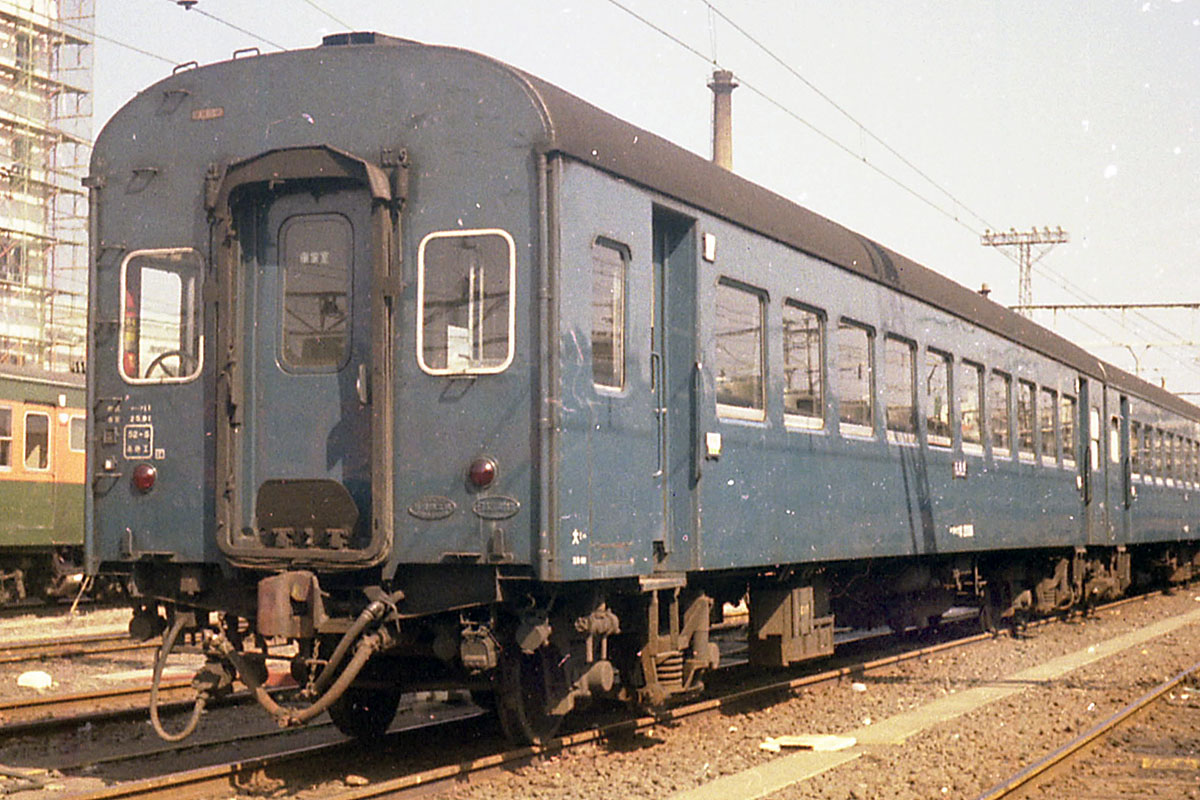
10系客車

「旧形客車」とは、編成単位で使用することを基本とする「新系列客車」と呼ばれる20系以降の客車との対比で使われた呼称である。国鉄の現場で便宜的に使われた用語であり、もともとは在来形客車と呼ばれていたが、広く浸透しなかった。20系と同時期にモハ90系（後の101系）を筆頭とするカルダン駆動方式の電車が登場し、1959年（昭和34年）に改正された車両称号規定ではそちらは101系などの3桁の形式番号を与えられると同時に新性能電車と呼ばれるようになり、従来の釣り掛け駆動方式の電車は旧形電車（旧性能電車）と記載されるようになった。一方、10系以前の客車に関しては当時の車両称号規程にそのような呼称は存在せず、自然発生的に使われたものと推測される。正式な呼称ではないため、厳密な定義は存在しないが、強固な台枠に強度を負担しない車体を載せる在来工法によるスハ43系以前の客車のこととする場合があり、10系客車はその近代的な構造・外観・内装から「軽量客車」と呼ばれ、寝台車や郵便車に関しては20系以降の客車と並行して製造が続けられたため、旧形客車の範疇から外されることもある。しかしながら、10系客車もスハ43系以前の客車のシステムを踏襲しており、実際の運用でもスハ43系以前の客車と混用されたため、10系客車も旧形客車の一種である。
また、包摂される車種・形式が極めて多く、同型式でも仕様の相違が甚だしく雑多であったことから「雑形客車」と呼ばれることもあるが、雑形客車とは国鉄の標準設計によらない客車を意味するものであり、国有化（1910年以降製造の鉄道院基本形客車）から10系までの客車を雑形客車と呼称するのは誤りである。

## 特徴

### メカニズム

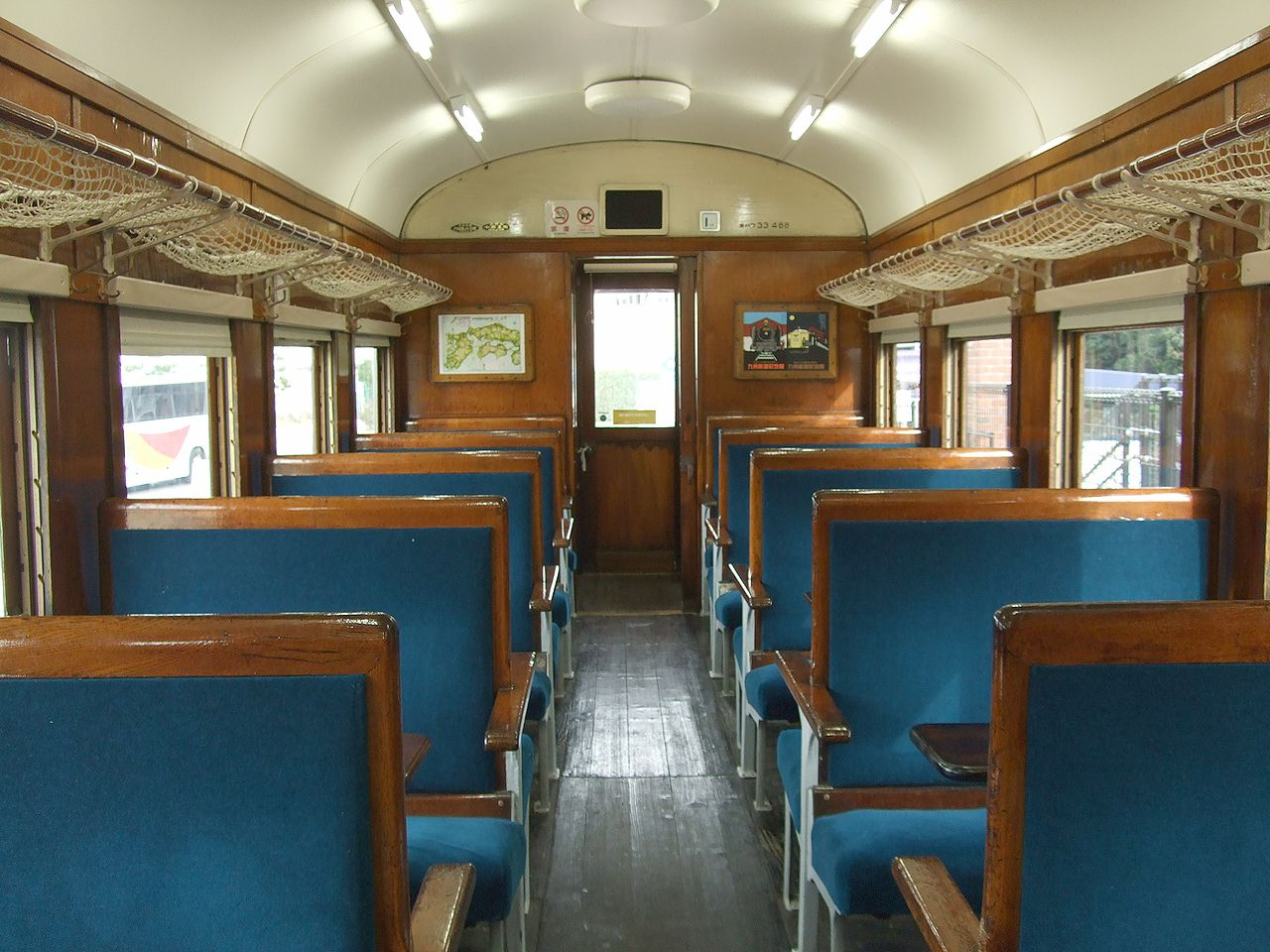
旧型客車の室内（オハフ33形）

ドアは手動でドアエンジンや一斉鎖錠装置も無く、ブレーキ装置は自動空気ブレーキを基本とし、室内照明、車内放送、後部標識灯の電源は1両ごとの床下に搭載された鉛蓄電池で賄い、車輪と結ばれた車軸発電機によって充電する。また、営業最高速度は95 km/hに制限される。車両検査や運用は1両単位で管理されているため、10系以前の客車同士であれば編成の組成に対する制約が少なく、最後尾には緩急車機能をもつ車両、または需要により展望車を連結する必要があるほかは、旧形客車どうしであれば組成に制約を受けることはなく、形式や連結順序を問わず、1つの列車として組成して運転することができる。20系以降に製造された客車については編成単位で使用することを想定しているため、混結することはできないが、新系列客車をまとめて組成することを条件に併結することもできる。20系との併結には制約があり、暖房の使用に際しては旧型客車側へ暖房装置を備える機関車側に併結する必要があった。12系客車との併結では在来車と併結するために蒸気暖房および電気暖房の引き通しを装備しており、機関車と旧形客車の間に12系が連結された場合であっても旧形客車への暖房供給が可能となっている。 50系客車は旧型客車と同種のシステムを踏襲しているが、自動ドアを採用し、車掌室・業務用室から自動扉を一括操作することから機関車から元空気溜管（Main Reservoir Pipe:MRP）を介して供給する必要があるため、50系を機関車次位に連結する必要がある制約があった。

### 空調装置
暖房装置は基本的に蒸気暖房で蒸気機関車や蒸気発生装置（SG）を持つ機関車、暖房車から熱源を供給する。東北・北陸地方で使用された車両には、電気暖房装置を備える電気機関車から暖房用の電源を供給できるようにした車両もあり、当該車両には原番に2000が加えられる。
冷房装置については寝台車やグリーン車、食堂車、郵便車（乗務する郵便局員の発汗による郵便物の汚損防止、また、窓を開けると郵便物が飛散するため窓を開けられない)のように冷房装置を製造時から装備し、または冷房改造した車両もあったが、改造および運用に際してのコストが大きく、冷房供給用の電源として発電機および燃料タンクを備えなければならず、グリーン車や郵便車に至っては低屋根化して冷房化したため、大掛かりなものであった。

### 接客設備
三等車→二等車→普通車に関しては、戦災復旧車である70系客車がロングシートで製作された他は、デッキ付きの2ドアクロスシートで製作されており、独立した便所と洗面所を備える。定員重視で製作された60系客車の普通車を除いて、幹線の長距離優等列車で使用することを前提に設計されている。なお、この接客設備は後に登場する急行形車両にも受け継がれている。

## 運用
一貫して特別急行列車へ使用することを前提とした展望車などを除いて種別ごとに使用形式を限定していないが、優等列車には常に経年が浅く状態が良い車両が優先的に投入され、普通列車には70系客車と60系客車、優等列車への後継車の増備や置き換えで捻出された中堅車や経年車が使用された。これは国鉄時代の客車に対する考え方にもよるが、客車の新製車は優等列車への投入を優先し、普通列車用の客車の製造に消極的であったためである。このため、旧型客車には急行形や一般形といった明確な用途分類を定めていない。1960年代後半以降は定期急行列車への運用は原則として近代化改造を施工した車両と10系客車に限定して運用していたが、臨時急行列車にはそれ以外にランクの劣る中堅車や経年車、60系客車、ロングシート改造車が充当されることもあった 。
急行列車への運用は昼行列車が気動車・電車化されたあとも夜行列車においては依然として旧型客車が使われていたが、1970年代頃から近代化を図るために12系や14系による置き換えが開始され、1982年（昭和57年）までに定期運用を終了した 。普通列車の運用も1990年（平成2年）の和田岬線を最後に運用を終了している。

## 現状
2023年4月1日時点ではまず北海道旅客鉄道（JR北海道）にスハ43系1両、東日本旅客鉄道（JR東日本）に スハ43系5両、スハフ32形1両、オハニ36形1両が在籍し、専らイベント用として使用されている。また、私鉄では大井川鐵道でオハ35系7両、スハ43系8両、加えて日本ナショナルトラスト所有のスハフ43形2両、オハニ36形1両がSL急行用に使用されているのと、津軽鉄道でオハフ33形1両、オハ46形2両が使用されている。そのほか、第三セクターえちごトキめき鉄道では事業用車オヤ31形1両が在籍している。なお、北海道旅客鉄道（JR北海道）のオハフ33形1両とスハ43系3両は2023年3月31日に、西日本旅客鉄道（JR西日本）のマイテ49形1両は2022年10月14日にそれぞれ廃車となっている。

## 陳腐化への対処
旧型客車は時代とともに変化し、後継車が登場すれば当然陳腐化する。終戦後以降、陳腐化に対処するための改造工事が行われた。

### 更新修繕工事
新製時に近い形に修復する工事で1949年から更新修繕工事が施工が開始された。当初の目的は終戦後に荒廃した車内設備を戦前の状態への復旧と連合軍に接収された客車の復元工事が目的であった。なお、この工事は1度施工された車両も約90か月（約7.5年）程度で再度受けることになっていた。
主な改造内容は以下のとおり。
- 室内の塗装の塗り直し
- 屋根布の張り替え
- 下周りの塗装の剥離と塗り替え
- 鋼体、台枠の修繕
- 便所、洗面所の整備

10系客車の登場後はそれ以前に製造された客車は陳腐化するようになり、見劣りしてきた。対策として、1955（昭和30）年度から近代化を目的とした更新修繕が開始された。なお、この改造はのちの近代化改造に受け継がれることとなる。オロ35形を皮切りに特別二等車から優先的に改造された。
主な改造内容は以下のとおり。
- 室内灯の蛍光灯化
- ドアと内張りの取り替え
- 窓枠のアルミサッシ化

10系座席車の製造が1959（昭和33）年度で中止されたため、1960（昭和35）年から三等車であるスハ42形も対象となった。改造内容は上記の他に10系客車と同タイプの座席に交換した。これにより軽量化も図られ、改造を受けた車両はオハ36形となった。ほぼ同時期にオハ61形を二等車への格上げ改造したオロ61形・オロフ61形（後のスロ62形・スロフ62形）が登場し、改造時に更新修繕も行われている。

### 近代化改造
| 近代化改造を施工したスハフ42形 |  | 近代化改造を施工したスハフ44形の室内 |
| 近代化改造を施工したスハフ42形 |  | 近代化改造を施工したスハフ44形の室内 |

1963年からは戦後製オハ35系とスハ43系を中心に更新修繕が行われるようになる。これ以降、更新修繕を受けた車両は近代化改造車と呼ばれるようになり、1966年度までに急行列車で使用する車両を対象に施工された。
改造内容としては二等車とスハ42形で行われていた更新修繕を基本的に踏襲したが、コスト削減のため、窓枠とデッキ扉はできるだけ在来品を使用し、座席は灰色8号で塗装され、蛍光灯化は台座を活用して環形の蛍光灯を取り付けた。
鋼体化改造車は対象外であったが、優等列車用として製作されたオハニ36形については、少数ながら近代化改造を受けた車両がある。
1964年（昭和39年）以降に施工した車両は区別のため青15号に塗装された。

### 体質改善工事
| 体質改善工事を施工したスハ42形。検査表記の右側に四角で囲まれた「T」マークが確認できる。 |  | 室内 |
| 体質改善工事を施工したスハ42形。検査表記の右側に四角で囲まれた「T」マークが確認できる。 |  | 室内 |

1970年度以降は検修や管理方法が変更され、旧型客車については必要な改良を加えることで検査回帰を延長可能とする体質改善工事が行われるようになった。施工車両には「T」マークを表記した。
前述の近代化改造との違いは保守の合理化を目的としたものであったが、長距離列車で使用することを前提とした車両については車内設備の改良も行われ、窓枠のアルミサッシ化・室内灯の蛍光灯化・内張りの塗りつぶしなどが挙げられる。